# Elezioni parlamentari in Australia del 2001
Le elezioni parlamentari in Australia del 2001 si tennero il 10 novembre per il rinnovo del Parlamento federale (Camera dei rappresentanti e Senato). In seguito all'esito elettorale, John Howard, espressione del Partito Liberale d'Australia, fu confermato Primo ministro.

## Risultati

### Camera dei rappresentanti
| Liste                            | Voti       | %     | Seggi |
| -------------------------------- | ---------- | ----- | ----- |
| Partito Laburista Australiano    | 4 341 419  | 37,84 | 65    |
| Partito Liberale d'Australia     | 4 254 072  | 37,08 | 68    |
| Partito Nazionale d'Australia    | 643 924    | 5,61  | 13    |
| Democratici Australiani          | 620 248    | 5,41  | –     |
| Verdi Australiani                | 569 075    | 4,96  | –     |
| One Nation                       | 498 028    | 4,34  | –     |
| Call to Australia                | 65 039     | 0,57  | –     |
| Country Liberal Party            | 36 961     | 0,32  | 1     |
| Partito dell'Unità               | 24 653     | 0,21  | –     |
| Altri <20000 voti e indipendenti | 420 674    | 3,67  | –     |
| Totale                           | 11 474 093 | 100   | 150   |

- Two-party-preferred vote

| Liste                                           | Voti       | %     | Seggi |
| ----------------------------------------------- | ---------- | ----- | ----- |
| Coalizione Liberale-Nazionale (LPA - NPA - CLP) | 5 846 289  | 50,95 | 82    |
| Partito Laburista Australiano                   | 5 627 785  | 49,05 | 65    |
| Totale                                          | 11 474 074 | 100   | 147   |

### Senato
- Dati derivanti da sommatoria per collegio.

| Liste                         | Voti       | %     | Seggi |
| ----------------------------- | ---------- | ----- | ----- |
| Coalizione Liberale/Nazionale | 2 776 052  | 23,87 | 6     |
| Partito Laburista Australiano | 3 990 997  | 34,32 | 14    |
| Partito Liberale d'Australia  | 1 824 745  | 15,69 | 12    |
| Democratici Australiani       | 843 130    | 7,25  | 4     |
| One Nation                    | 644 364    | 5,54  | –     |
| Verdi Australiani             | 574 543    | 4,94  | 2     |
| Partito Nazionale d'Australia | 222 860    | 1,92  | 1     |
| Country Liberal Party         | 40 680     | 0,35  | 1     |
| Altri                         | 630 600    | 5,42  | –     |
| Totale                        | 11 627 529 | 100   | 40    |